# Kåtatjärnen (Sorsele socken, Lappland, 728835-155168)
Kåtatjärnen är en sjö i Sorsele kommun i Lappland och ingår i Umeälvens huvudavrinningsområde. Sjön har en area på 0,103 kvadratkilometer och ligger 526,3 meter över havet. Kåtatjärnen ligger i Vindelälven Natura 2000-område.

## Delavrinningsområde
Kåtatjärnen ingår i det delavrinningsområde (729002-155352) som SMHI kallar för Mynnar i Storvindeln. Medelhöjden är 479 meter över havet och ytan är 13,08 kvadratkilometer. Räknas de 11 avrinningsområdena uppströms in blir den ackumulerade arean 74,74 kvadratkilometer. Låktabäcken som avvattnar avrinningsområdet har biflödesordning 3, vilket innebär att vattnet flödar genom totalt 3 vattendrag innan det når havet efter 353 kilometer. Avrinningsområdet består mestadels av skog (99 procent). Avrinningsområdet har 0,1 kvadratkilometer vattenytor vilket ger det en sjöprocent på 0,8 procent.